# 八幡村 (広島県佐伯郡)
八幡村（やはたむら）は、広島県佐伯郡にかつて存在していた村。
現在の広島市佐伯区に位置する。

## 沿革
- 1889年（明治22年）4月1日 ｰ 町村制の施行により、八幡村が発足。
- 1955年（昭和30年）4月1日 ｰ 五日市町、河内村、石内村、観音村、八幡村が新設合併し、五日市町になる。

## 教育（1955年時点のデータ）
- 八幡村立八幡小学校（現在の広島市立八幡小学校）
- 広島県佐伯郡学校組合立三和中学校（現在の広島市立三和中学校）

## 地理

### 主な河川
- 八幡川
- 石内川